# Lil'Lit förlag
Lil’Lit förlag är ett svenskt bokförlag som bildades 2018. Bland förlagets utgivna författare återfinns Lana Del Rey, Mona Høvring, Charlotte Qvandt, Roy Scranton och Linnea Swedenmark.